# Kapilární elektroforéza
Kapilární elektroforéza (anglicky capillary electrophoresis, CE) patří do skupiny elektroforetických metod, což jsou metody, které slouží k separaci látek na základě jejich rozdílné pohyblivosti v elektrickém poli. V případě kapilární elektroforézy tato separace probíhá v kapiláře naplněné roztokem základního elektrolytu (anglicky background electrolyte, BGE), kterým je zpravidla roztok pufru.

## Teorie

### Elektroforetická mobilita
K separaci látek v elektroforéze dochází v důsledku různé rychlosti pohybu iontů v elektrickém poli. Tato rychlost je definována:
v = µ E,
kde µ je elektroforetická mobilita dané látky a E je intenzita elektrického pole (je funkcí vloženého napětí a délky kapiláry, jednotka je volt/metr).
Elektroforetická mobilita je pro daný ion a dané medium konstantou charakteristickou pro tento ion. Elektroforetická mobilita iontů uváděná v tabulkách, je stanovována při plné disociaci iontu a extrapolována k nekonečnému zředění. Skutečná naměřená mobilita se od této hodnoty liší a nazývá se efektivní mobilita.

### Elektroosmotický tok
Elektroosmotický tok (angl. electroosmotic flow, EOF) je tok celkového objemu kapaliny v kapiláře při vložení elektrického pole, ke kterému dochází v důsledku existence povrchového náboje na vnitřní stěny kapiláry. Pro měření se nejčastěji používají běžné křemenné kapiláry, jejichž povrch je tvořen silanolovými skupinami. Tyto silanolové (-Si-OH) skupiny jsou při pH vyšším než 4 částečně až zcela deprotonovány a nesou tedy záporný náboj. Kladně nabité ionty roztoku základního elektrolytu (pufru) v kapiláře jsou elektrostatickými silami přitahovány k záporně nabité stěně kapiláry a vytváří tzv. elektrickou dvojvrstvu. Po vložení elektrického napětí na kapiláru se začnou kladně nabité ionty pufru tvořící difuzní část elektrické dvojvrstvy pohybovat směrem ke katodě a třením s sebou strhávají okolní molekuly vody. Díky malému průměru kapiláry se tento pohyb přenese na celý roztok pufru, který se tímto rozpohybuje směrem ke katodě. Velikost EOF závisí na několika faktorech např. na pH, iontové síle roztoku, teplotě, přítomnosti organických rozpouštědel či jiných látek.
Jedinečnou vlastností EOF je jeho plochý profil toku na rozdíl od parabolického profilu u laminárního toku (generovaný externí pumpou např. v kapalinové chromatografii. Tento plochý profil toku nezpůsobuje disperzi zón vzorku a vede tedy ke vzniku ostrých píků v elektroforetickém záznamu (tzv. elektroférogramu).
Další výhodnou vlastností EOF je jeho schopnost unášet všechny složky vzorku jedním směrem (za normálních podmínek směrem ke katodě), což umožňuje v jedné analýze stanovit vedle sebe kationty i anionty. Anionty migrují sice směrem k anodě, ale elektroforetická mobilita naprosté většiny aniontů (s výjimkou vícemocných anorganických aniontů) je nižší než mobilita EOF, který je tedy unáší ke katodě. Při měření s normální polaritou jsou tedy nejprve detekovány kationty, které migrují ke katodě a zároveň jsou tímto směrem unášeny EOF, dále následují nenabité složky vzorku, které nejsou rozděleny a jsou detekovány s mobilitou elektroosmotického toku a nakonec jsou detekovány anionty, které migrují proti směru EOF, avšak jsou stále EOF unášeny ke katodě. Mobilita EOF se v praxi určuje nástřikem neutrální látky, která je detekovatelná zvoleným detektorem.

## Uspořádání kapilární elektroforézy
Instrumentální systém kapilární elektroforézy je relativně jednoduchý. Skládá se z kapiláry, nádobek se základním elektrolytem (BGE), nádobky se vzorkem, zdroje vysokého napětí s výstupem na platinové elektrody a detektoru, který je nejčastěji upevněn přímo na kapiláře. Tento detektor je napojen na počítač, který zaznamenává signál detektoru v čase. Nejčastěji se k měření používají křemenné kapiláry s ochrannou vrstvou polyimidu. Délka kapiláry je obvykle 20-100 cm, průměr 25-75 µm . Jako BGE slouží zpravidla vodný roztok pufru. Nejpoužívanějším typem detektoru je UV/Vis absorpční detektor. Tento typ detektoru totiž umožňuje detekci jak látek absorbujících UV či viditelné světlo, ale také látek neabsorbujících – v tomto případě se použije UV/Vis absorbující pufr a přítomnost složky se projeví snížením absopce (jde o tzv. nepřímou detekci). Dále se používají detektory fluorescenční, amperometrické, vodivostní či radioaktivní. Je možné také spojení kapilární elektroforézy s hmotnostní spektrometrií; jejich napojení je však poněkud komplikovanější.
Kapilára, v níž dochází k separaci látek, je před měřením naplněna BGE, a její konce jsou při měření zanořeny do nádobek obsahujících BGE. Do těchto nádobek jsou zároveň zanořeny elektrody pro připojení zdroje vysokého napětí. Vzorek je zaveden do kapiláry náhradou jedné z nádobek s BGE, nádobkou se vzorkem a vložením napětí, tlaku na vstupu (či vakua na výstupu z kapiláry), či hydrostaticky, rozdílem hladin na vstupu a výstupu z kapiláry. Po injekci vzorku dojde k opětovné výměně nádobek vzorku a BGE, je vloženo napětí a je zahájena separace. Jednotlivé složky vzorku se pohybují rozdílnými rychlostmi podle svých mobilit a zároveň jsou unášeny elektroosmotickým tokem směrem ke katodě. Tímto dojde k jejich separaci na jednotlivé zóny, které postupně procházejí detektorem v pořadí: kationty, neutrální látky, anionty.

## Techniky CE

### Kapilární zónová elektroforéza (CZE)
Je nejpoužívanější a také nejjednodušší technikou CE. Vzorek je nastříknut do vodného roztoku pufru a jednotlivé složky vzorku se dělí na zóny podle svých mobilit. Umožňuje separaci kationtů a aniontů, nikoliv však neutrálních látek.

### Kapilární gelová elektroforéza (CGE)
Používá se k separaci biomakromolekul jako jsou bílkoviny či nukleové kyseliny na základě jejich velikosti. Kapilára je v tomto případě naplněna polymerním médiem (gelem) tvořícím molekulové síto, kterým biomolekuly migrují. Tato technika může být přímo srovnána s tradiční deskovou gelovou elektroforézou.

### Micelární elektrokinetická chromatografie (MEKC)
Tato technika umožňuje separaci elektricky nabitých i neutrálních látek. Jde o hybridní techniku ležící mezi elektroforézou a chromatografií. K separaci neutrálních látek dochází v důsledku jejich rozdílné interakce s micelami, které tvoří v kapiláře tzv. pseudostacionární fázi. Micely vznikají přídavkem dostatečného množství tenzidu do pufru.

### Kapilární isoelektrická fokusace (CIEF)
Slouží k separaci amfolytů, nejčastěji peptidů a bílkovin, podle jejich izoelektrického bodu(pI). V tomto případě je kapilára naplněna směsí syntetických amfolytů, které v kapiláře vytvářejí pH gradient. Složky vzorku nastříknutého do kapiláry migrují kapilárou, než narazí na pH odpovídající jejich pI a zde se zastaví. K detekci je zpravidla nutná následná mobilizace rozseparovaných zón.

### Isotachoforéza (ITP)
Při isotachoforéze se používají dva různé elektrolyty (vodící a koncový), mezi něž se do kapiláry nastříkne vzorek, jehož složky se v průběhu experimentu rozdělí podle svých mobilit na navzájem sousedící zóny. Všechny zóny migrují kapilárou stejnou rychlostí v důsledku vytvoření gradientu elektrického potenciálu. V jednom experimentu lze separovat pouze jeden druh iontů (kationty či anionty).